# Армавир (марз)
40° 09′ N 44° 03′ E / 40.150° С; 44.050° И
Армавир марз (јер. Արմավիրի մարզ) представља једну од 11 административних целина Републике Јерменије (односно 1 од 10 марзева).
Налази се у западном делу Јерменије у Араратској равници, између планина Арагац на северу и Арарат на југу. На северу се граничи са марзом Арагацотн, а на истоку су административно подручје града Јеревана и марз Арарат. Западне и јужне границе овог марза уједно представљају и међународну границу са Турском (дужине око 130 км). Као административна јединица основан је одлуком владе Јерменије од 4. септембра 1995. године. Административни центар је град Армавир.
Са површином од свега 1.242 км² Армавир је најмања административна јединица Јерменије и заузима свега 4,2% државне територије.
Армавир је центар пољопривредног рејона, а укупна површина обрадивог земљишта је 70.049 ха. За пољопривреду су од изузетне важности воде река Аракса и Севџура (Мецамор) које се користе за наводњавање у сушном делу године. Западно од Вагаршапата налази се малено језеро Ајгр.
У овом делу земље налази се и град Ечмијадзин, седиште Католикоса Јерменске апостолске цркве. Код места Сардарапат (данас Армавир) се 1918. одиграла одлучујућа битка која је довела до заустављања инвазије Турака ка унутрашњости источне Јерменије. У близини Вагаршапата се налазе остаци манастирског комплекса Звартноц из раног средњег века.

## Демографија
У 2010. у марзу је живело 284.500 становника, или нешто мање од 9% целокупне популације Јерменије. По броју становника ово је најнасељенији део Јерменије, одмах после главног града Јеревана. Око 60% популације живи у сеоским срединама. Према службеним резултатима пописа из 2001. марз је насељавало 276.200 становника.
У административном погледу Армавир је подељен на 3 региона Армавир, Ечмијадзин и Баргамјан. У целом марзу се налази укупно 98 насеља (хамајкнер) од којих су три градског (Армавир, Вагаршапат и Мецамор) а 95 сеоског типа.

## Привреда
Привреда Армавира почива на развијеној пољопривреди и индустрији. Повољни географски услови омогућили су развој аграрне производње и сточарства. Узгајају се разне врсте воћа и поврћа, те житарица (ово подручје је житница Јерменије). У сточарској производњи највише је заступљено млечно сточарство (говеда, овце и козе) док се у последње време интензивније развија и свињогојство и перадарство.
Индустријска производња се базира на прехрамбеној и грађевинској индустрији. Код града Мецамора се налази једина нуклеарна електрана на Кавказу (Мецаморска нуклеарка) у којој се производи 40% укупне производње електричне енергије у Јерменији.
Кроз провинцију пролази ауто-пут од националног значаја којим је Јереван преко Армавира повезан са Гјумријем.

## Галерија
- Армавир
- Ечнијадзински манастир из 303, део Светског наслеђа Унеска
- Црква свете Гајане из 630, део Светског наслеђа Унеска
- Меморијални центар посвећен Сардарапатској бици из 1918.
- Мецаморска нуклеарна електрана
- Остаци средњовековног манастира Звартноц (642—651)